# NW J
La NW type J est une automobile de la Belle Époque fabriquée par Nesselsdorfer Wagenbau-Fabriks-Gesellschaft A. G. ("NW", actuellement "Tatra"). Deux versions de base sont connues, l'initiale "J (30)" avec un moteur 30 cv et ensuite la "J (40)" de 40 cv. Ainsi que les types "K" et "L", les moteurs quatre cylindres verticaux avaient des soupapes latérales. Ces moteurs étaient plutôt lourds, 4 à 5 litres de cylindrée.
La voiture est capable d'atteindre une vitesse de 80 km/h.